# Kia Stonic
De Stonic is een Mini SUV uit 2017 van het Koreaanse merk Kia en is de kleinste SUV in de line-up van het merk. Het model was, samen met concerngenoot Hyundai Kona, voor het eerst voor het publiek te zien op de IAA. Het model deelt zijn platform met de Hyundai Kona en de vierde generatie Kia Rio. Ook het interieur deelt het model met de Kia Rio.

## Motoren
Benzine
| Type      | Motor    | Motor     | Motor   | Vermogen | Koppel | Jaartal      | Opmerking |
| Type      | Inhoud   | Cilinders | Kleppen | Vermogen | Koppel | Jaartal      | Opmerking |
| --------- | -------- | --------- | ------- | -------- | ------ | ------------ | --------- |
| 1.2 MPI   | 1248 cm³ | 4-in-lijn | 16v     | 63 kW    | 122 Nm | 2017 - heden |           |
| 1.0 T-GDI | 998 cm³  | 3-in-lijn | 12v     | 90 kW    | 172 Nm | 2017 - heden |           |

Diesel
| Type     | Motor    | Motor     | Motor   | Vermogen | Koppel | Jaartal      | Opmerking |
| Type     | Inhoud   | Cilinders | Kleppen | Vermogen | Koppel | Jaartal      | Opmerking |
| -------- | -------- | --------- | ------- | -------- | ------ | ------------ | --------- |
| 1.6 CRDI | 1582 cm³ | 4-in-lijn | 16v     | 82 kW    | 260 Nm | 2017 - heden |           |

Huidige modellen Europa:
Ceed ·
EV3 ·
EV6 ·
EV9 ·
Niro ·
Niro EV ·
Picanto ·
Sorento ·
Sportage ·
Stonic
Overige modellen internationaal:
Bongo ·
Borrego ·
Cadenza ·
Carnival ·
Forte ·
K2 ·
Optima ·
Quoris ·
Ray ·
Soul
Uit productie:
Avella ·
Besta ·
Pregio ·
Carens ·
Cerato ·
Clarus ·
Joice ·
Magentis ·
Opirus ·
Pride ·
Retona ·
Rio ·
Roadster ·
Mentor ·
Sephia ·
Shuma ·
Stinger ·
Venga